# Pietro Pavan
Pietro Pavan, né le 30 août 1903 à Trévise en Italie et mort le 26 décembre 1994 à Rome, était un cardinal italien, recteur de l'Université pontificale du Latran de 1969 à 1974.

## Biographie

### Formation
Pietro Pavan a fait ses études à Rome. Il y a suivi des cours de philosophie, de théologie, mais aussi d'économie. Il est ordonné prêtre le 22 mai 1937. 

### Prêtre
Il est ordonné prêtre le 8 juillet 1928 pour le diocèse de Trévise. 
De 1933 à 1946, il enseigne au séminaire de Trévise. 
En 1946, il est nommé conseiller de l'Institut catholique pour les activités sociales.
De 1948 à 1969, il enseigne à l'Université pontificale du Latran dont il devient recteur de 1969 à 1974.
Il participe comme expert au Concile de Vatican II.
Il collabore à la rédaction de textes pontificaux comme l'encyclique Pacem in terris.

### Cardinal
Il est créé cardinal, non électeur en cas de conclave, lors du consistoire du 25 mai 1985 avec le titre de cardinal-diacre de S. Francesco di Paola ai Monti. Il a alors 81 ans. Le pape Jean-Paul II le dispense alors de la consécration épiscopale.